# Rudolf Strobl (musiker)
Rudolf Strobl, född den 15 april 1831 i Opawa, död den 14 maj 1915 i Warszawa, var en polsk pianist och musikpedagog av tyskt ursprung.
Han började sina pianostudier för sin far, och fortsatte vid konservatoriet i Wien för Robert Volkmann och Joseph Fischhof. Åren 1866-1896 undervisade han vid Warszawas musikhögskola, där han 1888-1891 innehade tjänsten som direktor, som efterträdare till Aleksander Zarzycki, som kom från den österrikiska delen av Polen och tvingades lämna arbetet på grund av förändringar i lagen om anställning av utländska medborgare. Bland Rudolf Strobls elever kan nämnas Ignacy Jan Paderewski, Józef Śliwiński, Aleksander Różycki, Henryk Melcer-Szczawiński, Henryk Pachulski och Feliks Konopasek.